# Coquilla (Membribe de la Sierra)
Coquilla es un despoblado español del municipio de Membribe de la Sierra, perteneciente a la provincia de Salamanca, en la comunidad autónoma de Castilla y León.

## Toponimia
El lugar puede aparecer referido como «Coquilla» y «Coquilla de Juan Vázquez».

## Historia
Hacia mediados del siglo XIX, el lugar era referido como una alquería ya perteneciente a Membribe. Aparece descrito en el sexto volumen del Diccionario geográfico-estadístico-histórico de España y sus posesiones de Ultramar de Pascual Madoz con las siguientes palabras:

COQUILLA DE JUAN VAZQUEZ: alq. en la prov. de Salamanca, part. jud. de Sequeros, térm. jurisd. de Membrine. (V.)
(Madoz, 1847, p. 573)

En 2022, no tenía empadronado ningún habitante.